# 12 Hour Shift
12 Hour Shift é um filme estadunidense de terror de humor ácido de 2020 escrito e dirigido por Brea Grant e estrelado por Angela Bettis, Kit Williamson e David Arquette. Bettis interpreta Mandy, uma enfermeira viciada em drogas envolvida em um esquema de comércio de órgãos no mercado negro em 1999. Arquette foi um dos produtores do filme, ao lado de sua esposa Christina Arquette, e Jordan Wayne Long, Tara Perry e Matt Glass. O filme também apresenta música composta por Glass.
12 Hour Shift estava programado para ter sua estreia mundial no Festival de Cinema de Tribeca em abril de 2020, antes do festival ser adiado devido à pandemia de COVID-19. Os direitos de distribuição do filme foram adquiridos pela Magnet Releasing em junho de 2020. 

## Sinopse
Em Arkansas, em 1999, Mandy é uma enfermeira sobrecarregada e viciada em drogas. Além de roubar medicamentos de pacientes, ela financia seu vício com drogas colhendo órgãos de pacientes. A enfermeira de plantão Karen é parceira de Mandy, e Mandy recentemente trouxe sua prima Regina para transportar os órgãos para o traficante Nicholas.
Uma noite, no início de seu turno de 12 horas, Mandy entrega um rim colhido em um refrigerador para Regina atrás do hospital. Regina acidentalmente deixa o refrigerador com o rim, ao invés de carregar um refrigerador com uma lata de refrigerante para Nicholas. Nicholas exige que Regina pegue o rim ou ele o levará. Regina não consegue encontrar o rim no hospital. Mandy se recusa a ajudá-la, então Regina se veste como uma enfermeira e mata um dos pacientes de Mandy despejando alvejante em sua garganta. Regina espera que Mandy consiga extrair o rim do paciente morto, mas Mandy com raiva explica que ele estava em diálise, então seus rins são inúteis.
A polícia chega para investigar o paciente assassinado. Regina ataca mais pessoas e ameaça expor a operação de tráfico de órgãos a menos que Mandy a ajude. Mandy concorda e diz a Regina para esperar do lado de fora. Regina vê um dos capangas de Nicholas, e em pânico mata um skatista que passava e tira seu rim, mas acaba levando sua bexiga. Enquanto isso, dentro do hospital, Mandy mata um paciente com uma overdose e consegue colher seu rim. Ela deixa o rim em outro refrigerador ao lado da máquina de venda automática, mas já desapareceu no momento em que Regina o pega.
O capanga de Nicholas, que entrou no hospital e aterrorizou funcionários e pacientes, se prepara para arrastar Regina, mas ela sugere desesperadamente que sequestrem um paciente em coma para que Nicholas possa retirar todos os seus órgãos. O paciente em coma é o meio-irmão viciado em drogas de Mandy. Mandy intervém e, juntas, ela e Regina conseguem vencer o capanga. A investigação policial (incorretamente) determina que o capanga estava cometendo os assassinatos em torno do hospital. Regina vai embora. Um hóspede do hospital de repente anuncia que encontrou os refrigeradores contendo rins a noite toda; a exausta Mandy sai para tirar uma soneca em sua caminhonete. O filme termina com Mandy entrando novamente no hospital para começar seu próximo turno, seguida logo em seguida por Nicholas.

## Elenco
- Angela Bettis como Mandy
- David Arquette como Jefferson
- Chloe Farnworth como Regina
- Mick Foley como Nicholas
- Kit Williamson como oficial Myers
- Nikea Gamby-Turner como Karen
- Tara Perry como Dorothy
- Brooke Seguin como Janet
- Dusty Warren como Mikey
- Tom DeTrinis como Sr. Kent
- Thomas Hobson como Derrick
- Julianne Dowler como Cathy
- Briana Lane como Cheryl Williams
- Taylor Alden como Shawna
- Scott Dean como Efron

## Lançamento
12 Hour Shift estava programado para ter sua estreia mundial no Festival de Cinema de Tribeca em abril de 2020, mas o festival foi adiado devido à pandemia de COVID-19. Em junho de 2020, foi relatado que os direitos de distribuição mundial do filme foram adquiridos pela Magnet Releasing.

## Recepção
No site Rotten Tomatoes, o filme tem uma classificação de aprovação de 77% com base em 74 resenhas, com uma classificação média de 6.60/10. O consenso dos críticos do site diz: "Afiado, distorcido e sombriamente engraçado, 12 Hour Shift é um golpe invulgarmente inteligente com uma reviravolta focada na mulher." No Metacritic, o filme tem uma pontuação média ponderada de 65 de 100 com base em 11 críticos, indicando "críticas geralmente favoráveis".
Hoai-Tran Bui de /Film elogiou o desempenho de Bettis e escreveu que o filme "tem um senso de humor doentio que faz de seu cenário desbotado a tela em branco perfeita para a escritora e diretora Grant pintar sua travessura sangrenta." Meagan Navarro de Bloody Disgusting também elogiou o desempenho de Bettis, mas criticou a caracterização geral do filme, concluindo: "12 Hour Shift é ambicioso demais para seu próprio bem, atuando como uma comédia ensanguentada, mas sem foco, de erros frustrantes."